# Alpiobates peyerimhoffi
Alpiobates peyerimhoffi är en mångfotingart som först beskrevs av Henri W. Brölemann 1900.  Alpiobates peyerimhoffi ingår i släktet Alpiobates och familjen pärlbandsfotingar. Inga underarter finns listade i Catalogue of Life.